# Kim Hye-yoon
Dans ce nom coréen, le nom de famille, Kim, précède le nom personnel.
Kim Hye-yoon, née le 10 novembre 1996 à  Seongnam, est une actrice sud-coréenne.
Elle s'est d'abord fait connaître par son interprétation de Kang Ye-seo dans la série télévisée Sky Castle de JTBC et a reçu son premier rôle principal avec Extraordinary You de MBC,.

## Filmographie

### Cinéma
- 2013 : Hide and Seek : Une collégienne
- 2015 : Helios : La sœur de Park Woo-cheol
- 2016 : The Bacchus Lady : Une infirmière
- 2017 : Memoir of a Murderer : Maria (jeune)
- 2019 : Another Child : Jung Hyun-joo
- 2019 : The Bad Guys: Reign of Chaos : Oh Ji-yeon
- 2021 : Midnight Silence (미드나이트) de Kwon Oh-seung : Choi So-jung
- 2021 : The Girl Riding a Bulldozer : Goo Hye-young

### Télévision
- 2013 : TV Novel: Samsaengi : Jung Yoon-hee (ado)
- 2013 : King of Ambition : La fille à l'arrêt de bus
- 2013 : I Can Hear Your Voice : Kim Yeon-jin
- 2013 : The Suspicious Housekeeper : Bang Soo-yeon
- 2014 : Wang's Family : Wang Ho-bak (jeune)
- 2014 : Bad Guys : Oh Ji-yeon
- 2014 : Pride and Prejudice : Kang Han-na
- 2015 : Punch : La fille de Cho Kang-jae
- 2015 : A Daughter Just Like You : Ma Ji-sung (jeune)
- 2015 : The Return of Hwang Geum-bok : Hwang Eun-sil (jeune)
- 2015 : Hidden Identity : Jang Min-joo (jeune)
- 2015 : Mrs. Cop : Fille en fuite
- 2016 : Mystery Freshman : Une étudiante universitaire
- 2016 : Doctor Crush : Une lycéenne
- 2016 : Cinderella with Four Knights : Une caissière
- 2016 : Shopping King Louie : Song Yeon-ah
- 2016 : Legend of the Blue Sea : La fille de Jang Jin-ok
- 2017 : Goblin : La Veuve [3]
- 2017 : Three Color Fantasy - Queen of the Ring : Une femme
- 2017 : Tunnel : Kim Young-ja (jeune)
- 2017 : Radiant Office : Bad girl
- 2017-2018 : Man Who Sets the Table : Jung Soo-ji
- 2018 : Oh, the Mysterious : Kook Soo-ran (jeune)
- 2018 : Come and Hug Me : Yeon-sil
- 2018 : Let's Eat 3 : La fille d'un patient
- 2018-2019 : Sky Castle : Kang Ye-seo
- 2019 : Extraordinary You : Eun Dan-oh
- 2020 : Record of Youth : Lee Bo-ra
- 2020 : Live On : Seo Hyun-ah
- 2020 : True Beauty : Seo Hyun-ah
- 2021 : Snowdrop : Kye Boon-ok
- 2024 : Lovely Runner : Im Sol